# The Dave Brubeck Quartet

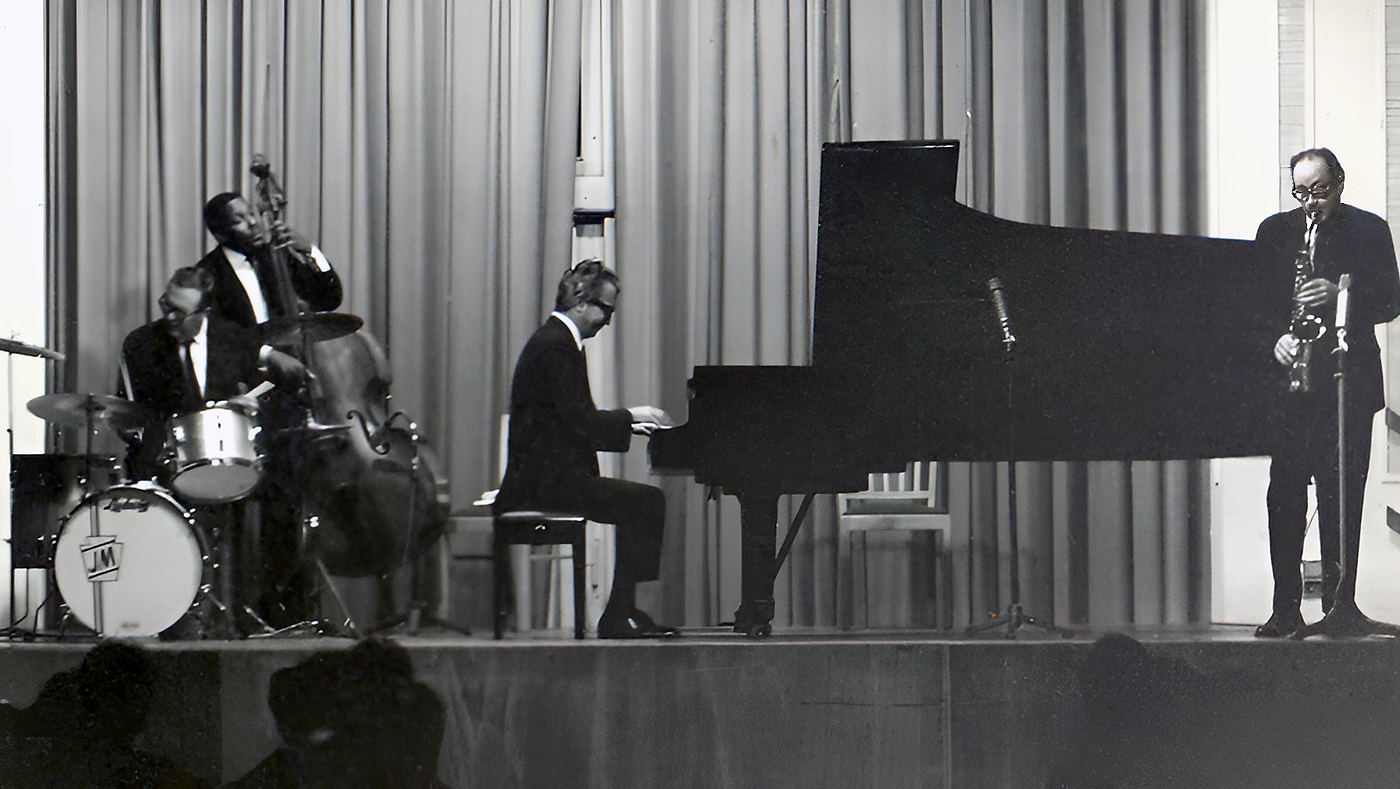
Joe Morello, Eugene Wright, Dave Brubeck y Paul Desmond. 1967.

The Dave Brubeck Quartet fue un cuarteto de jazz, fundado en 1951 por Dave Brubeck e integrado originalmente por Paul Desmond con el saxo y Brubeck al piano. Comenzaron con una larga serie de presentaciones en el pub Blackhawk, en San Francisco, y adquirieron notoriedad haciendo giras por campus universitarios y lanzando una serie de álbumes con títulos como Jazz at Oberlin, Jazz Goes to College y Jazz Goes to Junior College.
En 1958, luego de probar algunos contrabajistas y algunos bateristas, quedaría finalmente formado el "Cuarteto Clásico" — llamado así porque mantuvo prácticamente la misma formación hasta su disolución. Sus integrantes eran Brubeck, Desmond, Joe Morello en la batería y Eugene Wright en el bajo.  En 1959, el Dave Brubeck Quartet lanzó Time Out, un álbum que generó entusiasmo en su productora, aunque esta mantuviese reservas respecto a su lanzamiento. El álbum comprendía composiciones originales y casi ninguno de los temas tenía una métrica simple. Con estos ritmos musicales irregulares e inusuales (el disco incluía "Take Five", "Blue Rondo à la Turk" y "Pick Up Sticks"), alcanzó rápidamente un alto número ventas y la categoría de disco de platino en su país. El cuarteto dio continuidad a este éxito con un gran número de nuevos discos dentro de la misma línea musical, incluyendo Time Further Out (1961), Countdown: Time in Outer Space, Time Changes y Time In. Estos discos también obtuvieron reconocimimento por adoptar pinturas contemporáneas famosas para su presentación estética de tapa, incluyendo trabajos de Neil Fujita en Time Out, de Joan Miró en Time Further Out, de Franz Kline en Time in Outer Space y de Sam Francis en Time Changes. En la tapa de otros discos, como Time In, no se usó una obra de arte. Un momento importante en la exitosa carrera del cuarteto fue su disco en vivo de 1963, At Carnegie Hall, descrito por el crítico Richard Palmer como "posiblemente el mejor concierto de Dave Brubeck".
La formación "clásica" del Dave Brubeck Quartet se desmanteló en 1967, habiéndose reunido nuevamente tan solo para su 25º aniversario en 1976. Brubeck formó un nuevo cuarteto en 1968. En el 2009, el Dave Brubeck Quartet continúa realizando giras internacionales e interpretando éxitos de la época del Cuarteto clásico, como también material nuevo.

## Miembros
Principales formaciones:
1951–1956
- Dave Brubeck – piano
- Paul Desmond – saxo alto
- Bob Bates – contrabajo
- Joe Dodge – batería

En Jazz at Oberlin, 1953
- Dave Brubeck – piano
- Paul Desmond – saxo alto
- Ron Crotty – contrabajo
- Lloyd Davis – batería

1956–1958 – Cuarteto de transición – ingreso de Joe Morello
- Dave Brubeck – piano
- Paul Desmond – saxo alto
- Norman Bates (bajista) – contrabajo
- Joe Morello – batería

1958–1967 – Cuarteto Clásico – ingreso de Eugene Wright
- Dave Brubeck – piano
- Paul Desmond – saxo alto
- Eugene Wright – contrabajo (también aparece como Gene Wright)
- Joe Morello – batería

Y luego de la separación:
1968–1972 – Cuarteto con el nombre de "The Dave Brubeck Trio & Gerry Mulligan"
- Dave Brubeck – piano
- Gerry Mulligan – saxo barítono (casi un miembro permanente)
- Jack Six – contrabajo
- Alan Dawson – batería

+
- Paul Desmond – saxo alto (Quinteto en 1972 para We're All Together Again)

1972–1976 – Como "The Darius Brubeck Ensemble" – con tres de sus hijos y un invitado
- Dave Brubeck – piano
- Darius Brubeck – piano, piano eléctrico
- Chris Brubeck – trombón bajo, contrabajo eléctrico, bajo sin trastes eléctrico
- Dan Brubeck – batería (también aparece como "Daniel Brubeck")

+
- Paul Desmond – saxo alto (solista invitado en algunos conciertos)
- Gerry Mulligan – saxo barítono (solista invitado en algunos conciertos)

1976 – Reencuentro del cuarteto clásico – 25º aniversario
- Dave Brubeck – piano
- Paul Desmond – saxo alto
- Eugene Wright (o  Gene Wright) – contrabajo
- Joe Morello – batería

1977–1990s – Como "The New Brubeck Quartet" – con tres de sus hijos y varios invitados
- Dave Brubeck – piano
- Darius Brubeck – piano, piano eléctrico
- Chris Brubeck – trombón bajo, contrabajo eléctrico, bajo sin trastes eléctrico
- Dan Brubeck – batería (también aparece como "Daniel Brubeck")

+
- Matthew Brubeck – chelo (invitado en algunas ocasiones)
- Bill Smith – clarinete (invitado, como en Moscow Nights y In Moscow, de 1987)
- Bobby Militello – saxo alto, saxo tenor, flauta (invitado, como en Late Night Brubeck, de 1993)
- Jack Six – contrabajo (invitado a algunos escenarios)
- Randy Jones – batería (invitado a algunos escenarios)

2009 – The Dave Brubeck Quartet
- Dave Brubeck – piano
- Bobby Militello – saxo alto, saxo tenor, flauta (desde 1982)
- Michael Moore – contrabajo
- Randy Jones – batería (desde 1979)

Nota: no se muestran todas las formaciones temporales.